# Märkisches Stipendium für Musik
Das Märkische Stipendium für Musik wird von der Märkischen Kulturkonferenz e.V. vergeben. Das mit 12.000 € dotierte Stipendium wird jedes Jahr für ein bestimmtes Instrument ausgeschrieben und nach öffentlichem Vorspiel im Kulturhaus Lüdenscheid vergeben. Vorschlagsberechtigt für die Bewerbung um das Stipendium sind alle deutschen Musikhochschulen, die pro Standort jeweils einen Bewerber benennen dürfen. Bei der Auswahl des oder der Stipendiaten verfügt das Publikum seit 2003 zusätzlich zu den Mitgliedern der Jury über eine Stimme.
Die Stipendiaten arbeiten regelmäßig mit dem Märkischen Jugendsinfonieorchester zusammen.

## Preisträger
- 1979/80 Bernd Zack, Klavier
- 1980/81 Cherubini-Quartett
- 1981/82 Cherubini-Quartett
- 1983 Kathrin Hirzel, Cello
- 1984 Diemut Schneider, Klarinette
- 1985 Christian Tetzlaff, Geige
- 1986 Martin Herchenröder, Komponist
- 1987 Jürgen Ruck, Gitarre
- 1988 Ralf Lukas, Bassbariton
- 1989 Gerhard Michalski, Dirigent
- 1990 Rochus Aust, Trompete
- 1991 Alban Gerhardt, Cello
- 1992 Barbara Martini, Klavier
- 1993 Tanja Schneider, Bratsche
- 1994 Enno Poppe, Komponist und Dirigent
- 1995 Delos-Quintett
- 1996 Les Doux Siffleurs
- 1997 Minguet-Quartett
- 1998 Sheila Arnold, Klavier
- 1999 Niklas Eppinger, Cello
- 2000 Susanne Hennicke, Oboe
- 2001 Nina Reddig, Violine
- 2002 Christian Schmitt, Orgel
- 2003 Mirjam Werner, Horn
- 2004 Johannes Fischer, Schlagzeug
- 2005 Claudia Sautter, Klarinette
- 2006 Julia Neher, Bratsche
- 2007 Panufnik Trio
- 2008 Helmut Lieder, Trompete
- 2009 Ljiljana Winkler, Sopran
- 2010 Barbara Kortmann, Flöte
- 2011 Fabian Müller, Klavier
- 2012 Mark Schumann, Cello
- 2013 Hanna Rabe, Harfe
- 2014 Diana Tishchenko, Violine
- 2015 Xavier Larsson Paez, Saxophon
- 2016 Nikola Komatina, Akkordeon
- 2017 Andreas Ehelebe, Kontrabass
- 2018 Diana Rohnfelder
- 2019 Tolga Akman, Posaune[1]
- 2020 Lisa Hummel, Orgel
- 2021 Mathias Stelzer, Horn
- 2022 Silvia Kopácová
- 2023 Luise Raum